# IC 257
IC 257 је елиптична галаксија у сазвјежђу Персеј која се налази на листи објеката дубоког неба у Индекс каталогу.
Деклинација објекта је + 46° 58' 32" а ректасцензија 2h 49m 45,2s. Привидна величина (магнитуда) објекта IC 257 износи 12,1 а фотографска магнитуда 13,1. IC 257 је још познат и под ознакама UGC 2298, MCG 8-6-11, CGCG 554-8, PGC 10729.